# آلماتیفسک
شهر آلماتیفسک (به روسی: Альметьевск) در کشور روسیه و در جمهوری تاتارستان واقع شده‌است.